# 大谷禎之介
大谷 禎之介（おおたに ていのすけ、1934年12月1日 - 2019年4月29日）は、日本の経済学者。法政大学名誉教授。経済理論・金融理論専攻。

## 略歴
東京都生まれ。父は東京農工大学名誉教授で農業経済学者の大谷省三（おおたに せいぞう、1909年-1994年）。
1953年、東京都立西高等学校卒業。1957年、立教大学経済学部卒業。1962年、立教大学大学院博士課程単位取得退学。
1994年、学位論文「利子生み資本と信用制度」によって、博士（経済学）（立教大学）の学位を取得。
1962年、東洋大学経済学部助手。63年専任講師、70年助教授を経て、1974年、法政大学経済学部教授。2005年-2019年、法政大学名誉教授。
国際マルクス＝エンゲルス財団（本部：アムステルダム）によるMEGA（「マルクス＝エンゲルス全集」Marx-Engels-Gesamtausgabe）の編集作業に携わる。1992年-2019年、同財団編集委員。1998年-2015年、同財団日本MEGA編集委員会代表。
2001年-2007年、経済理論学会代表幹事。
2016年、World Association for Political Economy から Marxian Economics Award を受賞。

## 主著
- 久留間鮫造編『マルクス経済学レキシコン』全15巻、大月書店、1968年～1985年（編集協力）
- 『マルクス資本論草稿集』全6巻、大月書店、1978年～1994年（共訳）
- マルクス『資本の流通過程』大月書店、1982年（共訳）
- モスト著、マルクス改訂『資本論入門』岩波書店、1986年、「テキスト版」1987年（編訳）
- 『ソ連の「社会主義」とは何だったのか』大月書店、1996年（共編著）
- チャトパディヤイ『ソ連国家資本主義論』大月書店、1999年（共訳）
- 『図解 社会経済学』桜井書店、2001年
- 『マルクスに拠ってマルクスを編む』大月書店、2003年
- 『21世紀とマルクス』桜井書店、2007年（編著）
- MEGA II/11: Manuskripte zum zweiten Buch des "Kapitals" 1868 bis 1881. Akademie-Verlag, 2008（共編）
- モスト原著, マルクス改訂『マルクス自身による資本論入門』大月書店、2009年（編訳）
- 『図解 社会経済学』ハングル版（鄭淵沼訳）, ハヌル書店（ソウル）、2010年
- 『マルクスのアソシエーション論』桜井書店、2011年
- 『マルクスの抜粋ノートからマルクスを読む』桜井書店、2012年（平子友長と共編著）
- モスト原著, マルクス改訂『マルクス自身による資本論入門』ハングル版（鄭淵沼訳）、ハヌル書店（ソウル）、2014年（編訳）
- 『マルクスの利子生み資本論』全4巻、桜井書店、2016年
- A Guide to Marxian Political Economy - What Kind of a Social System Is Capitalism? Springer International Publishing AG, 2018
- 『資本論草稿にマルクスの苦闘を読む』桜井書店、2018年
- 大谷禎之介・前畑憲子 編、久留間鮫造・大谷禎之介・前畑憲子・小西一雄・宮田惟史 執筆『マルクスの恐慌論：久留間鮫造編「マルクス経済学レキシコン」を軸に』桜井書店、2019年